# 豊岡市立小野小学校
豊岡市立小野小学校（とよおかしりつ おのしょうがっこう）は、兵庫県豊岡市出石町口小野にある公立小学校。豊岡市小中学校適正規模・適性配置計画により2025年度(令和7年度)を目安に、豊岡市立小坂小学校と統合が予定されている。2023年現在、校区は口小野・奥小野・宮内・袴狭となっている。

## 沿革
。
- 1873年（明治6年）9月10日 - 出石郡四十番学校として口小野村に開校
- 1874年（明治7年）2月 -三十九番学校と四十番学校を併合
- 1907年（明治35年）10月31日- 現在地に校舎を移転
- 1937年（昭和12年）3月28日 - 校舎・講堂新築落成
- 1988年 (昭和63年) 2月29日 - 校舎が全面改築され、入校式を行う
- 2005年（平成17年） - 市町村合併により、豊岡市立小野小学校となる。

## 校区内の主な施設
- いずし古代学習館
- 出石神社
- 総持寺

## 特徴
校舎の裏にはジャンボ滑り台がある

## 小野小学校の児童数の変遷
| 2010年度（平成22年度） | 84人 |
| 2013年度（平成25年度） | 54人 |
| 2016年度（平成28年度） | 65人 |
| 2019年度（平成31年度） | 63人 |
| 2022年度（令和4年度）  | 54人 |

## 進学先中学校
- 豊岡市立出石中学校

## 校区が隣接している学校
- 豊岡市立合橋小学校
- 豊岡市立弘道小学校
- 豊岡市立小坂小学校
- 豊岡市立神美小学校
- （京都府）京丹後市立久美浜小学校